# Weiße Fracht für Hongkong
Weiße Fracht für Hongkong ist ein deutsch-italienisch-französisch koproduzierter Kriminal- und Abenteuerfilm des Regisseurs Helmuth Ashley. Der von Wolf C. Hartwig produzierte Farbfilm in Ultrascope startete am 20. März 1964 in den bundesdeutschen Kinos.

## Handlung
Robert Perkins ist ein angesehener Geschäftsmann, der in Hongkong eine erfolgreiche Handelsfirma betreibt. Niemand ahnt, dass er nebenbei als Kurier eines weitverzweigten Rauschgiftrings tätig ist. Als Perkins erfährt, dass im Hafen Heroin im Wert von einer Million Dollar den Besitzer wechseln soll, hintergeht er seinen eigenen Boss. Unerkannt überfällt er den süchtigen Laurent, an den der Stoff übergeben werden sollte. Den Koffer mit der heißen Ware deponiert Perkins bei seiner ahnungslosen Schwester Margaret. Perkins’ Sekretärin und frühere Geliebte Susan Collins weiß ebenso wenig von den dunklen Geschäften ihres Chefs wie die junge Handelsagentin Claudia Laudon. Dabei steckt diese gerade in Schwierigkeiten, weil die Polizei in einer ihrer Warensendungen Heroin gefunden hat. Colonel Strong, ein väterlicher Freund, bietet ihr seine Unterstützung an.
Im Auftrag seines Chefs empfängt Perkins den Piloten Ted Barnekow und den Bordmechaniker Larry McLean. Als die beiden Freunde die Stadt besichtigen, treffen sie durch Zufall Claudia Laudon, die von ihrem unfreiwilligen Heroinschmuggel im Zusammenhang mit Perkins Firma erzählt. Mitten im Gespräch entgeht Claudia nur knapp einem Giftanschlag. Um bei seinem Boss weiterhin nicht in Verdacht zu kommen, fingiert Perkins ein Erpresserschreiben über das verschwundene Heroin. Am Abend trifft sich der Geschäftsmann mit den Fliegern Ted und Larry. In der Mayflower-Bar, deren Wirtin Nancy Lee ein Verhältnis mit Perkins hat, kommt es zu einer handgreiflichen Auseinandersetzung. Dadurch ist das Geschäft zwischen Perkins und den Fliegern geplatzt.
Am nächsten Tag muss Perkins erfahren, dass in einem früheren Zimmer seiner Schwester eingebrochen wurde. Margaret vermutet, dass es der oder die Diebe auf den mysteriösen Inhalt des Koffers abgesehen haben. In einer Buddha-Figur im Hotelzimmer Claudia Laudons finden Ted und Larry unterdessen weitere Heroin-Päckchen. Als die zwei den Verkäufer des Buddhas zur Rede stellen wollen, wird dieser mit einem Wurfmesser getötet. Die Flieger landen im Gefängnis, zumal man in ihrem Hotelzimmer noch mehr Drogen findet. In der Zwischenzeit durchsucht Nancy Lee das Büro von Robert Perkins. Sie entdeckt Hinweise auf den fingierten Erpresserbrief und auf eine geplante Flucht nach Saigon, was sie sofort einem Unbekannten mitteilt. Handelt es sich dabei um den süchtigen Laurent, der ebenfalls ein regelmäßiger Gast der Mayflower-Bar ist und eigene Interessen verfolgt? Oder steht Nancy direkt mit dem Boss in Verbindung?
Claudia Laudon will mit Colonel Strong, den sie erneut um Unterstützung gebeten hat, zu einer Polizeiwache fahren. Unterwegs werden sie überfallen, Claudia wird entführt. Um Ted Barnekow und Larry McLean zu zwingen, ihn und das unterschlagene Heroin nach Saigon zu fliegen, organisiert Perkins deren Flucht aus dem Gefängnis. Ted und Larry finden sich in einem Versteck wieder, in dem man auch Claudia gefangen hält. Perkins kommt dahinter, dass Laurent und Nancy Lee eigene Ziele verfolgen und sich in Besitz des Koffers mit dem Heroin befinden. Nancy wird kurzerhand narkotisiert und mitsamt einem Wagen über die Klippen gestürzt. Als Perkins Claudia auf grausame Weise foltern lässt, willigen Ted und Larry ein, den Verbrecher und das Kokain außer Landes zu bringen. Völlig unerwartet taucht Colonel Strong auf, bei dem es sich um den eigentlichen Boss handelt. Er stellt Perkins zur Rede, der seinen Chef überlisten kann und erschießt. Es stellt sich heraus, dass Laurent das Flugzeug unbrauchbar gemacht hat. Perkins will mit Claudia auf einer Dschunke entkommen. Die Flieger können sich aus dem Keller befreien. Es folgt eine wilde Schießerei, bei der Laurent ums Leben kommt. Ted und Larry können Perkins im letzten Moment für immer unschädlich machen und Claudia befreien.

## Entstehungsgeschichte

### Vorgeschichte

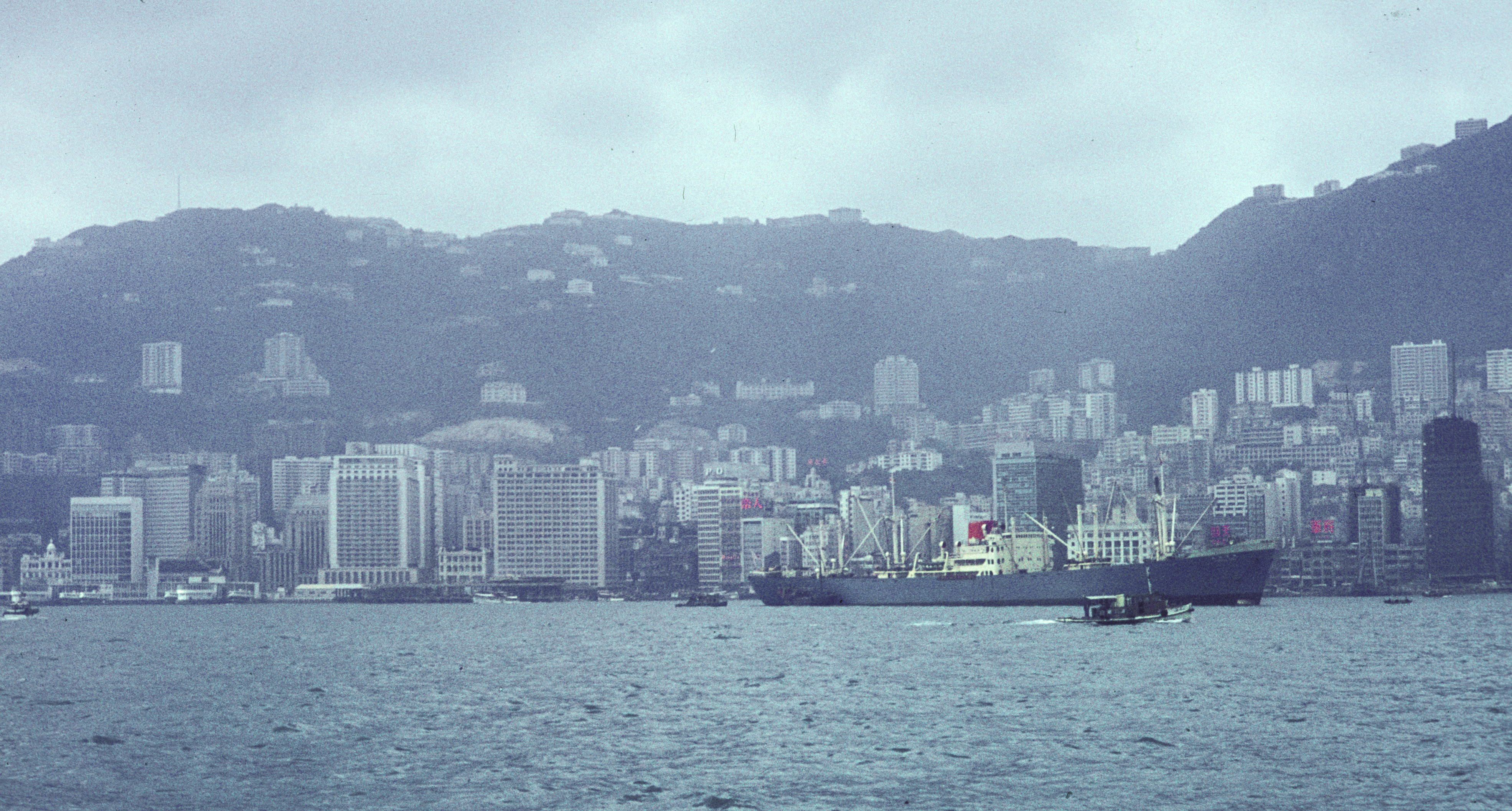
Hongkong in den 1960er Jahren

Wolf C. Hartwig hatte mit seiner in München ansässigen Rapid-Film Anfang der 1960er Jahre bereits einige erfolgreiche Abenteuerfilme wie Heißer Hafen Hongkong (1962) oder Der schwarze Panther von Ratana (1963) produziert. Nach dem bewährten Muster sollte in der Kinosaison 1963/64 ein weiterer Abenteuerkrimi entstehen. Der Gloria-Filmverleih kündigte das Projekt zunächst unter dem Titel Das Geheimnis der roten Dschunke an. Vorgesehene Hauptdarsteller waren Hansjörg Felmy, Senta Berger, Horst Frank, Brad Harris, Ralf Wolter und Dorothee Parker. Regie sollte Jürgen Roland führen. Als Drehbuchautor wurde Johannes Kai genannt. Als Drehort fasste man wiederum die damalige britische Kronkolonie Hongkong ins Auge. Hartwig erinnerte sich später an die Vorzüge der asiatischen Metropole: „Man hat Berge, das Meer, die natürliche Schönheit der Stadt, ein unübertreffliches Panorama und Hintergründe für jede Art von Filmstory.“

### Vorproduktion und Besetzung
Bis zur Realisierung des Films blieben von der Ankündigung nur wenige vorgesehene Darsteller sowie der Drehort übrig. Der Titel wurde in Weiße Fracht für Hongkong geändert. Das Drehbuch verfasste Werner P. Zibaso und als Regisseur verpflichtete man Helmuth Ashley. Mit Maria Perschy, Dietmar Schönherr sowie Horst Frank engagierte man drei bekannte Schauspieler der 1960er Jahre. Wie schon bei vorherigen Rapid-Produktionen stand dem Filmteam der US-amerikanische Schauspieler und Bodybuilder Brad Harris als Darsteller und Stunt-Koordinator zur Seite. Auch Hartwigs damalige Partnerin Dorothee Parker erhielt eine Filmrolle.

### Produktion
Um das Filmprojekt nicht allein finanzieren zu müssen, suchte sich Hartwig italienische und französische Koproduktionspartner. Der in Ultrascope gedrehte Farbfilm entstand an Originalschauplätzen in Hongkong. Für die Filmbauten war Hans Berthel verantwortlich. Als Regieassistent fungierte Eberhard Schröder. Produktionsleiter war Ludwig Spitaler.

### Filmmusik
Die Filmmusik wurde von Willy Mattes komponiert und arrangiert. Als Titel- und Schlussmusik griff man allerdings auf Gert Wildens Soundtrack für Heißer Hafen Hongkong aus dem Jahr 1962 zurück. Auf der im Jahr 1996 erschienenen CD I Told You Not To Cry und auf der CD Gert Wilden – Deutsche Filmkomponisten Folge 2 befindet sich der im Film vorkommenden Titel Bulletproof (Titelmusik).

### Synchronisation
Maria Perschy, Dietmar Schönherr und Horst Frank synchronisierten sich für die deutsche Fassung selbst. Ansonsten sind in der deutschen Fassung des Films unter anderem folgende Synchronsprecher zu hören:
| Rolle          | Darsteller       | Synchronsprecher |
| -------------- | ---------------- | ---------------- |
| Larry McLean   | Brad Harris      | Heinz Engelmann  |
| Laurent        | Philippe Lemaire | Holger Hagen     |
| Colonel Strong | Mario Lanfranchi | Herbert Weicker  |
| Susan Collins  | Dorothee Parker  | Rosemarie Fendel |

## Rezeption

### Veröffentlichung
Von der FSK zunächst ab 18 Jahren freigegeben, startete der vom Gloria-Filmverleih vermarktete Film am 20. März 1964 in den bundesdeutschen Kinos. Weiße Fracht für Hongkong, dessen Altersfreigabe später auf 16 Jahre herabgesetzt wurde, lief mehrfach im deutschen Fernsehen. Außerdem ist der Film auf Videokassette und im Jahr 2014 auf DVD erschienen.
Weiße Fracht für Hongkong konnte auch im Ausland vermarktet werden und lief dort unter anderem unter den folgenden Titeln:
- Brasilien: O Fugitivo de Hong Kong
- Dänemark: Østens narkotikabande
- Finnland: Valkoista lastia Hongkongiin
- Griechenland: To lefko fortio tou Hong-Kong
- Mexiko: Misión a Hong Kong
- Portugal: Carga branca para Hong Kong
- Spanien: Cargamento blanco
- Vereinigte Staaten: Mystery of the Red Jungle

### Kritiken
„Panoramisch und in angenehm getönten Farben aufgenommene schöne Landschaft, viele Grausamkeiten und Tote, aber in einer kaum neuartigen, doch handfest inszenierten Story […]“

„Hongkong ist herrlich farbiger Hintergrund dieses aufwendigen deutschen Films. […] Erstaunlich, wieviel Leichen, Schießereien und Grausamkeiten aufgeboten wurden, um ein unglaubwürdiges Drehbuch aufzuputzen. Die Schauspieler (Regie Helmut Ashley) sind wenig überzeugend, nur Horst Frank als Gentleman-Verbrecher interessiert zeitweise.“

„Ein ebenso aufwendiger wie anspruchsarmer Abenteuerfilm vor der exotischen Kulisse Hongkongs, hart und brutal.“